# Gaiter (poble)
|  | Per a altres significats, vegeu «Gaiter». |

Gaiter (en rus: Гайтер) és un poble del krai de Khabàrovsk, a Rússia, que el 2012 tenia 2.317 habitants. Pertany al districte rural de Komsomolsk na Amure.